# Artois-i grófság
Az Artois-i grófság (franciául: Comté d’Artois, korabeli forrásokban comitatus vagy pagus Attrebatensis) a korai Francia Királyság egyik régiója volt. A grófság területe kezdetben a Flamand grófsághoz tartozott, de VIII. Lajos francia király országához csatolta és második fiának, Róbertnek adományozta. 1384 és 1477 között a burgundi hercegek birtoka volt, 1493 és 1659 között a Német-Római Birodalom fennhatósága alá tartozott, ezt követően a francia korona birtoka lett.
Az Artois-i grófság területei a mai Franciaország északi részén találhatók, a belga határtól délre. A kb. 4000 km² területen kb. 1 000 000 ember él. A grófság legjelentősebb városai Arras, Calais, Boulogne-sur-Mer, Saint-Omer, Lens és Béthune voltak.

## Története
A Római Birodalom idején az artois-i területek Gallia Belgica és Germania Inferior tartományokhoz tartoztak. A római hódítás idején kelta törzsek népesítették be, de a népvándorlás során a germán törzsek kiszorították azokat.
A Római Birodalom bukása után Artois a Karolingok korában uradalom (pagus Atrebatensis) lett, amelyet 892-ben II. Balduin flamand gróf hódított meg. II. Heribert, Vermadois grófja 927-ben visszafoglalta a területet, de Balduin utóda, I. Arnulf 932-ben visszafoglalta és megszilárdította a flamand grófok uralmát.
A későbbi grófság magvát 1180-ban hozta létre I. Fülöp flamand gróf, aki hozományba adta unokahúgának, Hainaut-i Izabellának, amikor az feleségül ment II. Fülöp Ágost francia királyhoz. Izabella 1190-ben meghalt és ekkor Fülöp a francia korona birtokaihoz akarta csatolni Artois-t, ami a flamandok ellenállásába ütközött.
Izabella egyik fia, a későbbi VIII. Lajos anyja halála után magát „Artois grófjának” (comte d’Artois) kiáltotta ki, és fegyveresen megszállta a területet. Sikerült fogságba ejtenie I. Johanna flamand grófnőt és férjét, Ferdinánd grófot, akik friss házasokként Flandria felé tartottak. Lajos ugyan szabadon engedte Johannát, de Ferdinándot 12 évig fogva tartotta. 1212-ben a guînes-i szerződés értelmében Lajos megszerezte Aire-sur-la-Lys, Saint-Omer és Guînes városokat. A grófság többi részét 1214-ben a Bouvines mellett vívott csata után, illetve az 1216-ban aláírt melun-i szerződéssel szerezték meg.
1226-ban a grófságot VIII. Lajos végrendeletében második fiára, Róbertre hagyta, aki 1237-ben, nagykorúságának elérésekor vette birtokba (ezzel Róbert lett az Artois-háznak, a Capetingek egyik oldalágának őse). I. Róbert gróf 1250-ben Egyiptomban, a bátyja által vezetett keresztes hadjáratban vesztette életét, a grófi címet utószülött fia, II. Róbert örökölte, aki viszont 1302-ben a flamand felkelők ellen vívott aranysarkantyús csata során vesztette életét. Artois-t ekkor II. Róbert leánya, Mahaut örökölte, de ezt vitatta III. Róbert, II. Róbert unokája (1298-ban elhunyt fiától, Fülöptől).
Mahaut halála után lányára, II. Johannára, majd tőle szintén lányára, III. Johannára szállt a grófság. III. Johanna férje IV. Odó burgundi herceg volt, haláluk után a hercegség és a grófság területeit unokájuk, I. Fülöp burgundi herceg kapta. Fülöp 1361-es halála után azonban Artois-t Margit, III. Johanna második leánya kapta, aki II. Lajos flamand grófhoz ment feleségül, tehát Artois ismét flamand fennhatóság alá került. Azonban Lajos halála után az egész flamand grófságot és minden hozzá tartozó terület a burgundi hercegek fennhatósága alá került, amikor Lajos leánya és örököse, III. Margit feleségül ment II. Fülöp burgundi herceghez.
Ezt követően Fülöp leszármazottai, a Valois-házi burgundi hercegek uralták Artois-t egészen 1477-ig, amikor az utolsó herceg, Merész Károly január 5-én életét vesztette a nancyi csata során. Artois-t a csatában győztes XI. Lajos foglalta el, de hamarosan Merész Károly leányával, Burgundi Mária hercegnővel és annak férjével, Habsburg Miksával kellett megküzdenie, akik maguknak követelték a burgundi területeket. A két uralkodó seregei 1479-ben Guinegate mellett csaptak össze, és bár Miksa seregei győzedelmeskedtek, csak Flandriát tudta visszaszerezni. Artois és Franche-Comté grófságokról hivatalosan is lemondott az 1482-es arrasi békeszerződésben.

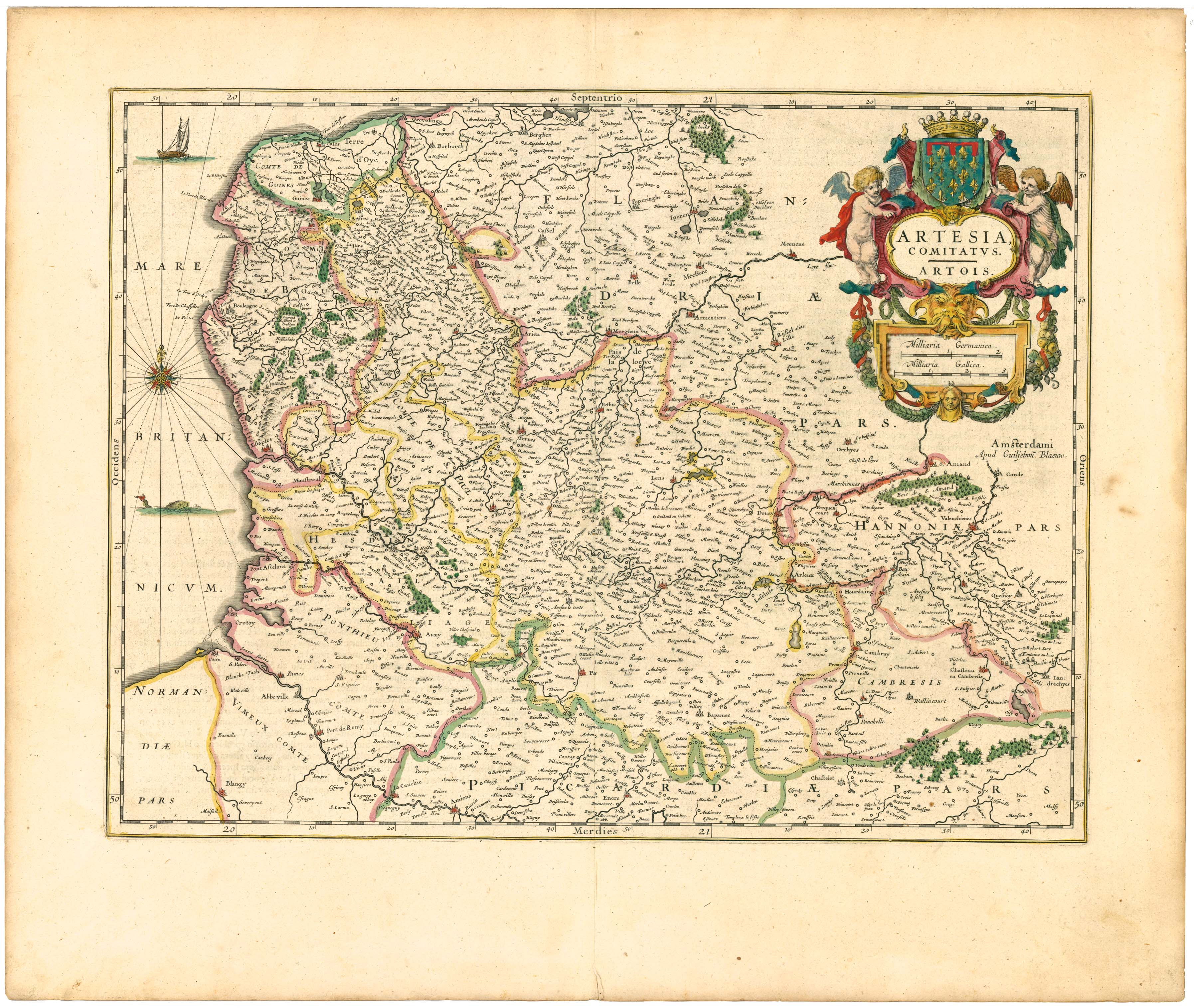
Joan Blaeu: Artesia Comitatus - Az Artois-i Grófság 1645-ben

Azonban Lajos utóda, VIII. Károly francia király 1493-ban mindkét területről lemondott az akkor már német-római császár Miksa javára a senlis-i szerződésben. Ezt követően Artois a Német-Római Birodalom egyik tartománya lett, hivatalosan a Tizenhét Tartomány része volt (ahogyan akkor Németalföldet ismerték). 1556. után, amikor V. Károly német-római császár felosztotta birodalmát a Habsburg-ház osztrák és spanyol ága között, a spanyol Habsburgok uralkodtak itt. A németalföldi tartományokban hamarosan felkelés robbant ki a katolikus spanyol királyok uralma ellen, de 1579-ben Artois, Hainaut és Flandria déli része aláírta az Arrasi unió néven ismert szerződést, amelyben hűséget fogadtak a spanyol uralkodónak (az északi területek az Utrechti unió aláírásával kimondták függetlenségüket.
Az 1635-ben kezdődött francia-spanyol háború során XIII. Lajos francia király seregei elfoglalták Artois-t, és az 1659-es pireneusi békeszerződésben hivatalosan is a francia korona fennhatósága alá került.
Az Artois grófja címet ezt követően már csak egy személy kapta meg: XV. Lajos francia király unokája, Károly Fülöp herceg, aki 1824-ig viselte ezt a címet, amikor bátyjának, XVIII. Lajosnak halála után X. Károly néven őt koronázták Franciaország királyává.

## Lásd még
- Artois grófjainak listája

## Fordítás
- Ez a szócikk részben vagy egészben  a   County of Artois című angol Wikipédia-szócikk fordításán alapul.  Az eredeti cikk szerkesztőit annak laptörténete sorolja fel. Ez a jelzés csupán a megfogalmazás eredetét és a szerzői jogokat jelzi, nem szolgál a cikkben szereplő információk forrásmegjelöléseként.